# Canal d’Alaric
Der Canal d’Alaric ist ein Fließwasserkanal in Frankreich, der als rechter Seitenkanal weitgehend parallel zum Fluss Adour in den Départements Hautes-Pyrénées und Gers der Region Okzitanien verläuft. Er entsteht durch eine Abzweigung vom Adour im Gemeindegebiet von Pouzac und verläuft zunächst mit einigem Abstand zum Fluss an dessen rechtem Ufer. Im Großraum von Tarbes wendet er sich weiter nach Osten, umgeht damit den dicht besiedelten Zentralraum und mündet nach insgesamt rund 74 Kilometern im Gemeindegebiet von Izotges, knapp an der Grenze zu Cahuzac-sur-Adour, wieder in den Adour. Im Großraum von Tarbes quert er die Autobahn A64. Er ist nicht schiffbar.

## Etymologie
Es verdankt seinen Namen Alarich II., dem König der Westgoten (484–507), eines germanischen Volkes, das sich im Südwesten Galliens niederließ und dort ein Königreich mit Tolosa (heute: Toulouse) als Hauptstadt gründete.

## Entstehung des Kanals
Der Kanal wurde nicht künstlich geschaffen, sondern entstand auf natürlichem Weg, indem starke Hochwässer des Adour bei Pouzac größere Geschiebemengen abtrugen und so die Verlagerung eines Teiles der Wassermassen in ein bereits vorhandenes, kleines und parallel verlaufendes Tal ermöglichten. Da die Höhenunterschiede in diesem Teil des Adour-Tales sehr gering sind, konnte der Kanal anfangs seinen eigenen Weg finden. Später wurde er im Unterlauf teilweise künstlich umgeleitet und mit bestehenden Flüssen und Bächen verknüpft. So durchläuft er zum Beispiel auf einer Länge von rund fünf Kilometern den Fluss Estéous, bevor er wieder aus diesem abgeleitet wird.
Der Kanals erlaubte den Antrieb von Wassermühlen und die Bewässerung der angrenzenden Grünflächen, was landwirtschaftliche Nutztierhaltung möglich machte. Da der Abfluss der Wassermenge vom Adour in den Kanal später durch eine Wehranlage technisch gesteuert werden konnte, trug er danach auch in gewissem Maße zum Hochwasserschutz für den Großraum von Tarbes bei, dessen Zentrum der Kanal im Osten umgeht.

## Verlauf

### Orte am Kanal
(Reihenfolge in Fließrichtung)
- Ordizan
- Vielle-Adour
- Bernac-Debat
- Barbazan-Debat
- Séméac
- Aureilhan
- Orleix
- Rabastens-de-Bigorre
- Jû-Belloc
- Cahuzac-sur-Adour

### Zu- und Abflüsse
Folgende Flüsse haben einen direkten Anschluss an den Kanal
(Reihenfolge in Fließrichtung)
- Adour (links) 308,3 km
- Echéoux (rechts) 4,9 km
- Ousse (rechts) 11,8 km
- Riou (rechts) 3,3 km
- Loulès (rechts) 8,5 km
- Oussette (links) 6,4 km
- Estéous (rechts) 45,5 km
- Larcis (links) 8,5 km

## Bildergalerie

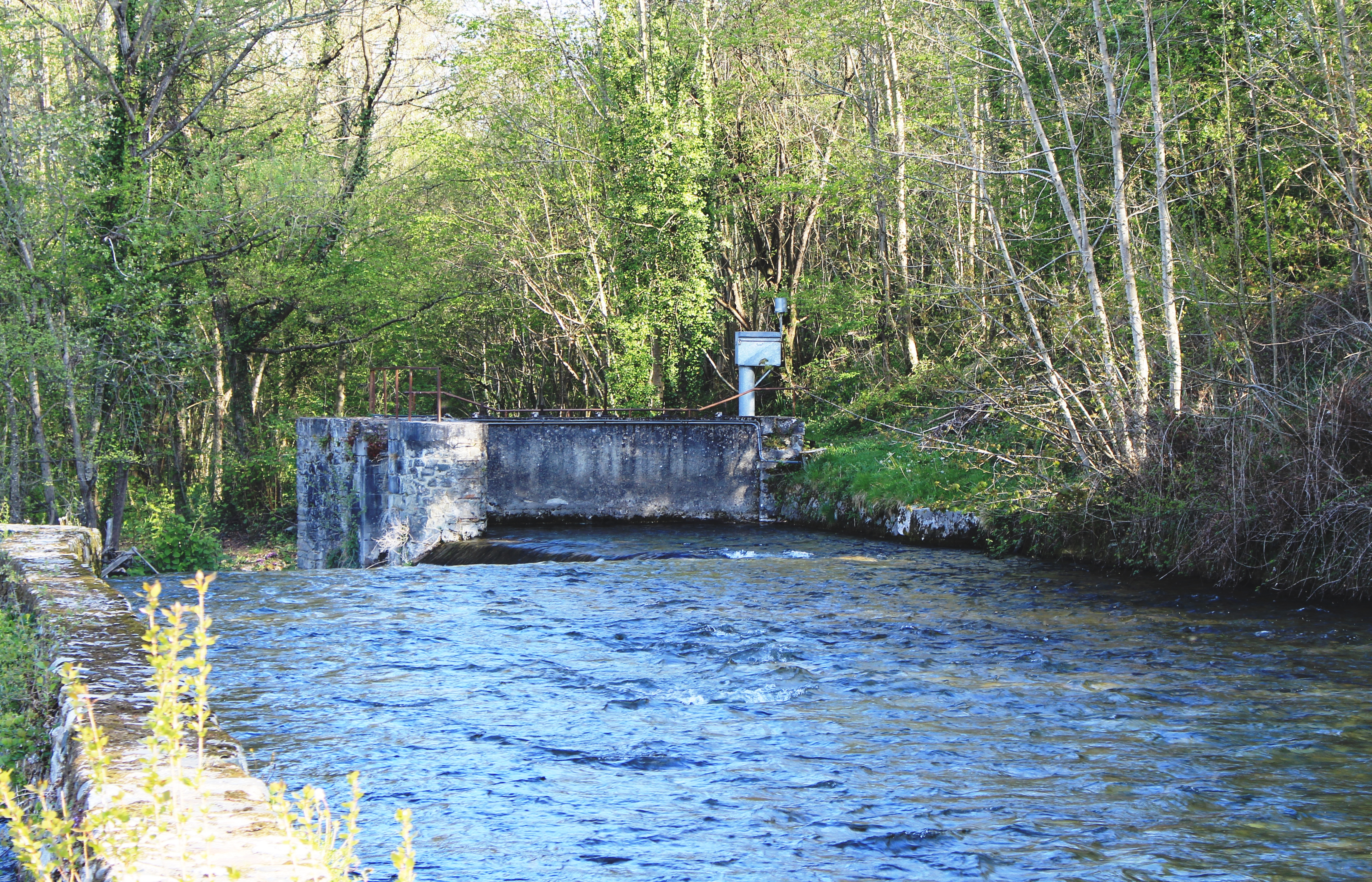
Abzweigung vom Adour bei Pouzac
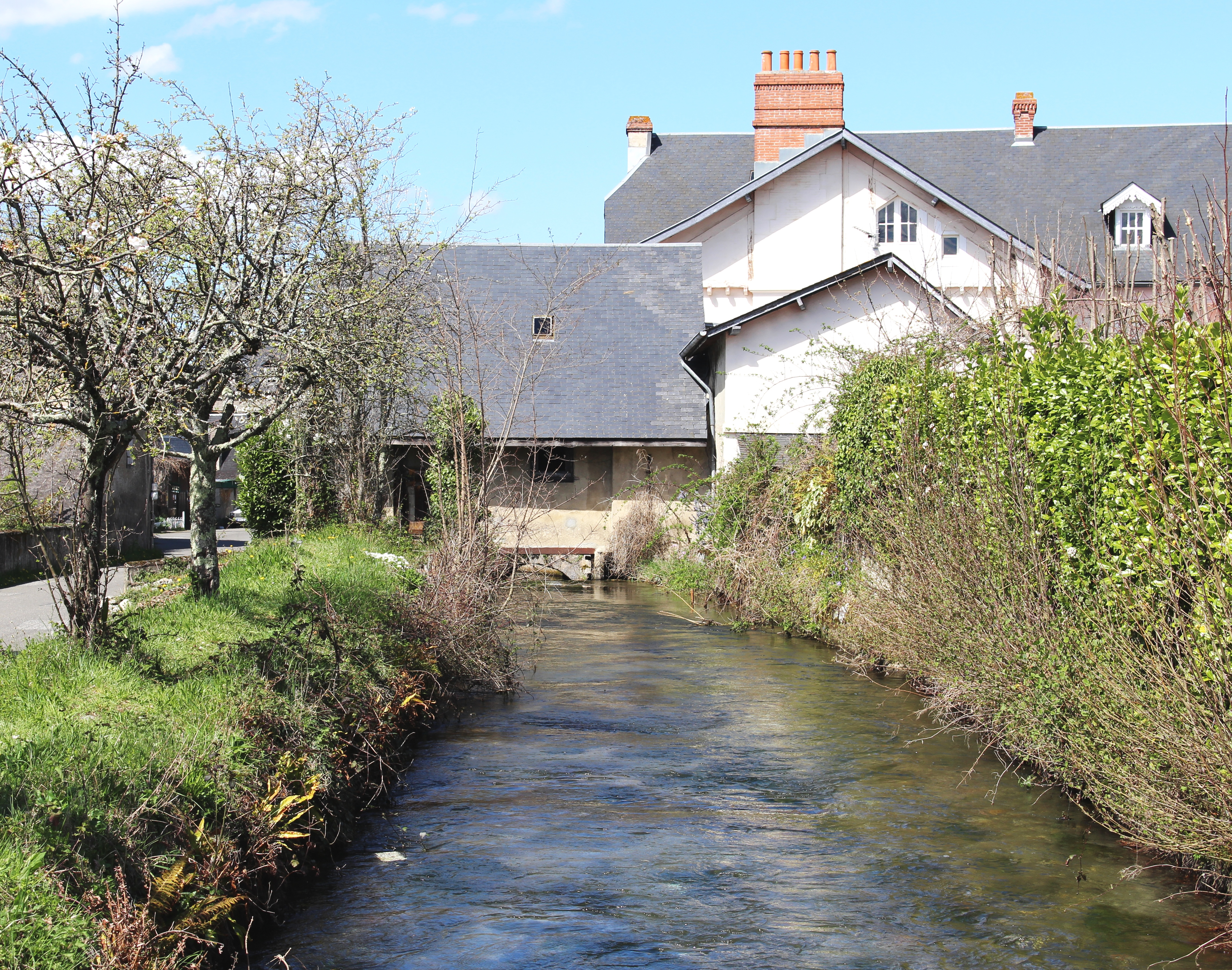
Die Wassermühle von Ordizan
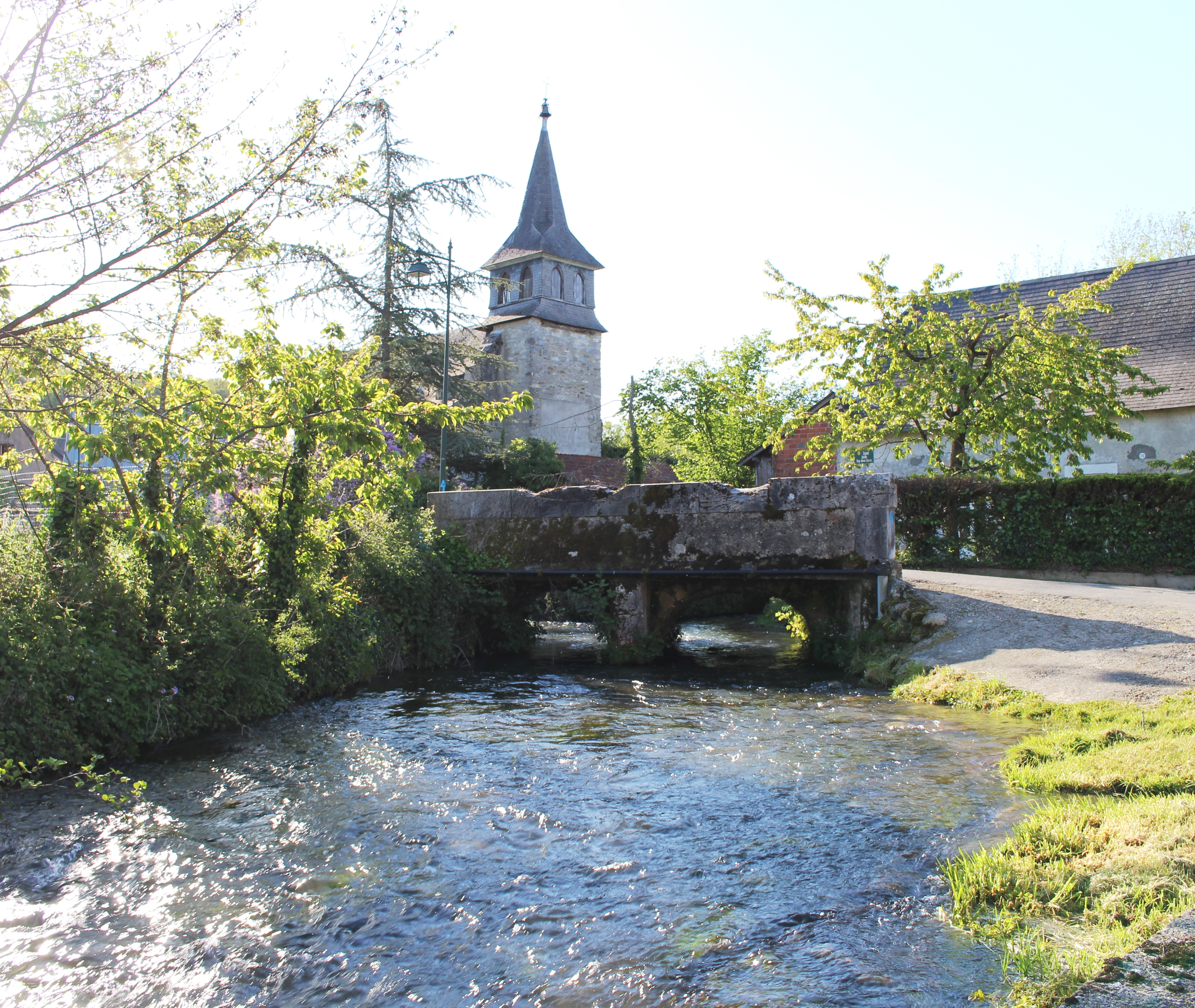
Brücke über den Kanal in Antist
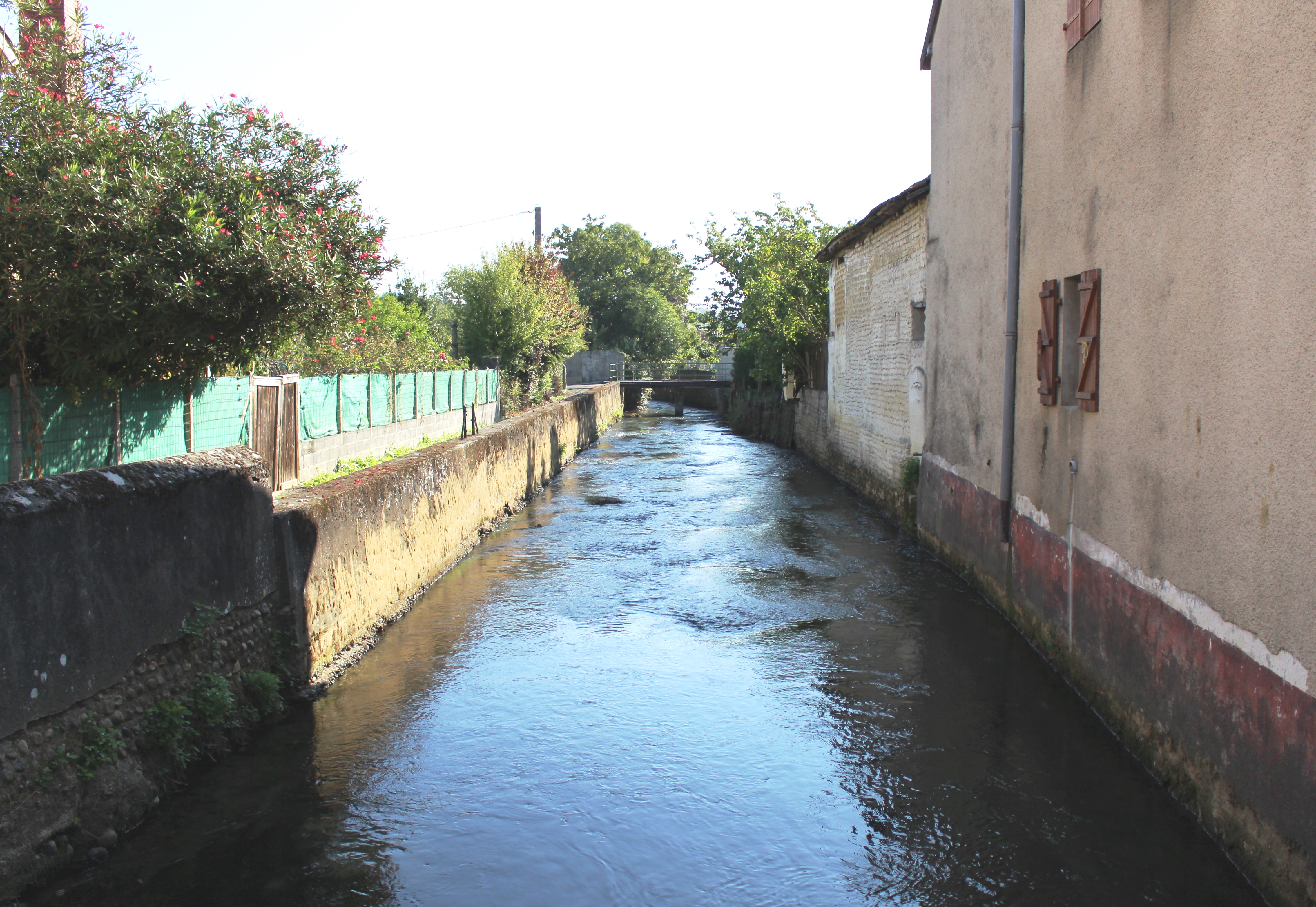
Der Kanal in Rabastens-de-Bigorre